# Buddyzm w Polsce

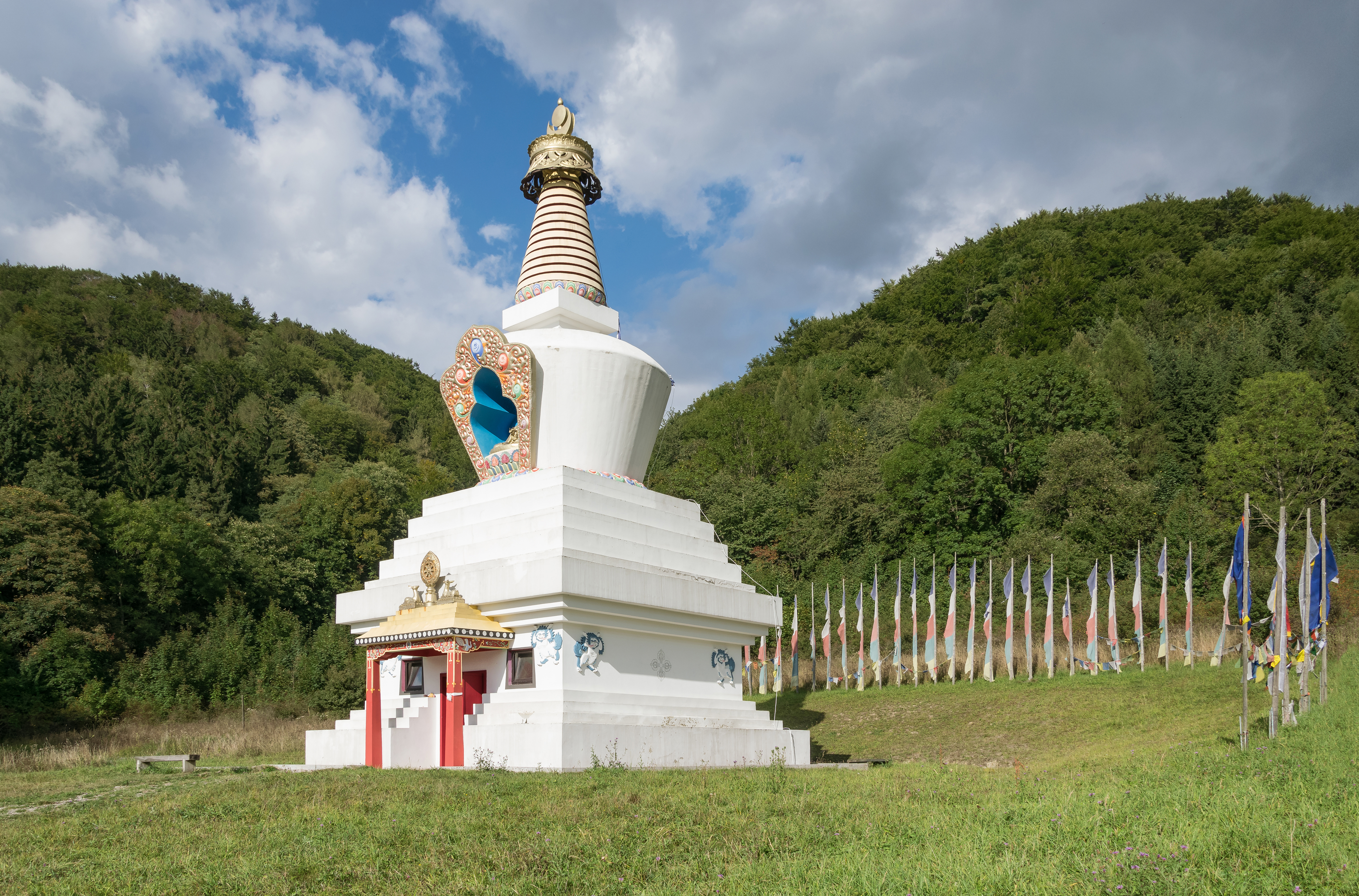
Stupa w Darnkowie

Buddyzm w Polsce – obecność w Polsce jednej z najliczniejszych współcześnie religii zapoczątkowanej na subkontynencie indyjskim przez Buddhę Siakjamuniego. Duża procentowo liczba wyznawców buddyzmu w Polsce, to członkowie wspólnot zen i szkół buddyzmu tybetańskiego. W Polsce buddyjskie związki wyznaniowe prowadzą działalność w oparciu o rejestrację w MSWiA. Według danych z najnowszego Narodowego Spisu Powszechnego buddyzm jest drugą najliczniejszą religią w Polsce i jest zaraz po Chrześcijaństwie.

## Historia
Korzenie buddyzmu w Polsce sięgają początków XX wieku i wiążą się z nagłym zafascynowaniem Polaków religiami i kulturami Chin, Japonii, Tybetu czy Korei. Do buddyzmu nawiązywali polscy orientaliści w czasopismach naukowych. Do najbardziej znanych należał Andrzej Gawroński (1885–1927), który zajmował stanowisko profesora sanskrytu na Uniwersytecie Lwowskim. Poza artykułami napisanymi dla licznych czasopism, był on autorem dwóch prac, które zyskały w Polsce rangę klasycznych: „Studies about Sanskrit Buddhist Literature” („Studia nad buddyjską literaturą w sanskrycie”, Kraków, 1919) oraz „Podręcznik sanskrytu” (Kraków, 1932). Swój wkład w studia nad językiem palijskim miał natomiast Stanisław Franciszek Michalski, wykładowca Uniwersytetu Łódzkiego. Przetłumaczył on Dhammapadę w 1925 uzupełniając tekst komentarzem oraz ogólnym przedstawieniem buddyzmu. Przetłumaczył również „Buddyzm” Rhysa Davidsa (Warszawa-Kraków, 1912) oraz pozostawił po sobie niedokończoną gramatykę języka palijskiego (wydaną Warszawa, 1963).
Profesor filozofii indyjskiej na Uniwersytecie Warszawskim, Stanisław Schayer, był założycielem Instytutu Orientalistycznego w Warszawie oraz współredaktorem Polish Bulletin of Oriental Studies („Polski Biuletyn Orientalistyczny”, 1937–1939). Zajmował się badaniem filozofii mahajany a dzięki uczestnictwu w międzynarodowych konferencjach znany był także poza granicami kraju. W zakres jego zainteresowań wchodziły nie tylko teksty w języku palijskim i sanskrycie, ale także pisma tybetańskie.
Pierwsza buddyjska grupa w Polsce została zorganizowana przez Piotra Bonińskiego z Gliwic i Władysława Misiewicza z Radomia w 1949, kiedy to w Radomiu założyli Koło Przyjaciół Buddyzmu. Boniński bardzo aktywnie tłumaczył teksty buddyjskie (około 140 tłumaczeń sutt, bazując na przekładzie niemieckim), umożliwiając szerszej publiczności zapoznanie się z Dhammą. Jego przedwczesna śmierć w 1968 spowodowała znaczne spowolnienie rozprzestrzeniania się buddyzmu w Polsce. Misiewicz zaś był redaktorem czasopisma buddyjskiego „Ehi passiko” w języku polskim, jak również korespondentem Pali Buddhist Union, z siedzibą przy ulicy Gwardii Ludowej 12/23, w Radomiu. W 1961 przetłumaczył „Słowo Buddy” autorstwa Nyanatiloki, (wyd. Ludziom dobrej woli, USA, 1961) dzięki wsparciu Teofila Drobnego.
Dopiero na przełomie lat 60. i 70. XX wieku grupa „Oneiron” złożona z osób związanych z pracownią artystów malarzy Urszuli Broll i Andrzeja Urbanowicza, przy ul. Piastowskiej 1 w Katowicach, na drodze swych artystycznych i duchowych poszukiwań zaczęła praktykować medytację. Bezpośrednią inspiracją były „Trzy Filary Zen” zredagowane przez Philipa Kapleau. Książka ta dotarła do pracowni w 1967. W grudniu 1971 rozpoczęły się wspólne cotygodniowe spotkania medytacyjne. Pierwszym nieformalnym liderem grupy był Henryk Waniek. W 1973 Andrzej Urbanowicz skończył kilkuletni okres eksperymentów z LSD. Przeżył doświadczenie, po którym, jak powiedział, wszystko poza buddyzmem straciło dla niego sens. W lutym 1974 ukazuje się inauguracyjny numer pierwszego w PRL-u periodyku buddyjskiego. Pierwsze cztery zeszyty były zatytułowane "Droga", a następne "Droga Zen". Zerwano z anonimowością, powszechną w nielegalnej działalności wydawniczej owego czasu. Jako wydawcy pierwszych numerów figurują Urszula i Andrzej, z adresem Piastowska 1 Katowice. W sierpniu 1974 na Kamieńczyku w Górach Świętokrzyskich Andrzej Urbanowicz zorganizował 5-dniowe grupowe zazen wzorowane na sessin (intensywnym okresie medytacji praktykowany w klasztorach zen). Zawiązuje się grupa utożsamiająca się z buddyzmem, która później przekształca się w Koło Zen. Andrzej Urbanowicz budzi buddyzm w Polsce do życia. Rok później, w sierpniu 1975 na zaproszenie Urszuli i Andrzeja, przyjeżdża do Polski nauczyciel zen Philip Kapleau. Z czasem osoby związane z grupą na Piastowskiej zapoczątkowują powstawanie nowych grup buddyjskich.
Jesienią 1976, na zaproszenie Władysława i Zuzanny Czapnik (członków Koła Zen), do Krakowa przyjeżdża Lama Ole Nydahl
W kwietniu 1978, na zaproszenie Antoniego Szoski (członka Koła Zen), do Polski przyjeżdża koreański mistrz zen Soen Sa Nim. Odwiedza zenda w Warszawie, Krakowie i Katowicach.
Po 1989 nastąpił gwałtowny rozwój buddyzmu, szacuje się, że obecnie w Polsce żyje ponad 7000 Polaków praktykujących buddyzm. Ponadto istnieje w Polsce diaspora wietnamska, utrzymująca kontakty z polskimi buddystami, szczególnie z tradycji Bencien Karma Kamtsang w Polsce.
W maju 2000, Jego Świątobliwość XIV Dalajlama, Tenzin Gjaco uroczyście otworzył buddyjski departament Biblioteki Pomorskiej w Szczecinie.

## Buddyzm wczesny w Polsce
20 maja 2025 roku w woj. podkarpackim działalność rozpoczęła Vihara pod Lasem, pierwsze stałe miejsce rezydencji mnichów buddyzmu tradycji Theravady na terenie Polski.

## Buddyjskie związki wyznaniowe

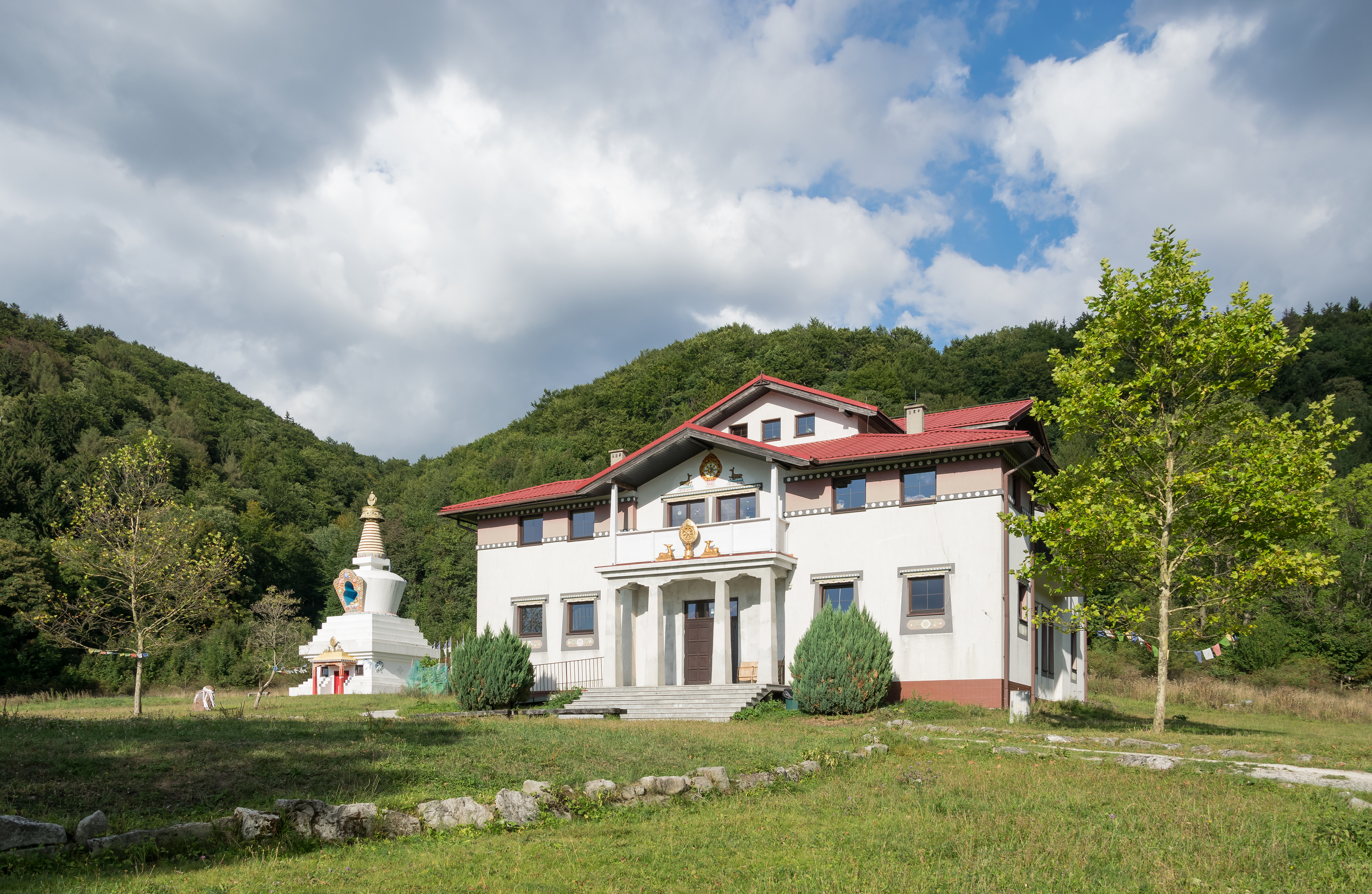
Budynek gompy w Darnkowie

Obecnie w Polsce działa czternaście (według rejestru kościołów i innych związków wyznaniowych MSWiA) związków wyznaniowych, szkół oraz wspólnot buddyjskich. Największe z nich to m.in.:
- Buddyjski Związek Diamentowej Drogi Linii Karma Kagyu
- Szkoła Zen Kwan Um w Polsce
- Sangha Dogen Zenji
- Szkoła Zen Taego
- Buddyjska Wspólnota „Zen Kannon”
- Kanzeon Związek Buddyjski
- Związek Buddyjski Bencien Karma Kamtsang
- Wspólnota Buddyjska Triratna

Wspólnoty buddyjskie organizują w Polsce wizyty nauczycieli, kursy medytacyjne oraz regularne praktyki w swoich ośrodkach.
Według danych z Narodowego Spisu Powszechnego z dnia 28 września 2023 spisano w Polsce następujące wyznania buddyjskie:
| Buddyjski Związek Diamentowej Drogi Linii Karma Kagyu             |
| Buddyjska Wspólnota Zen Kannon                                    |
| różne afiliacje buddyjskie (ogólnie buddyzm, therawada, zen itp.) |
| Związek Buddyjski Bencien Karma Kamtsang                          |
| Ośrodek Wietnamskiego Buddyzmu                                    |
| Związek Buddystów Zen "Bodhidharma"                               |
| Misja Buddyjska - Trzy Schronienia                                |
| Szkoła Zen Kwan Um                                                |
| Kanzeon - Związek Buddyjski                                       |
| Związek Buddyjski Khordong                                        |
| Ligmincha Polska                                                  |
| Międzynarodowa Wspólnota Dzogczen- Namdagling                     |
| Sangha "Dogen Zenji"                                              |
| Związek Buddystów Czan                                            |
| Związek Buddyjski "Dzogczien Kunzang Cziuling"                    |
| Wspólnota bez Bram Mumon-Kai Związek Buddyjski Zen Rinzai         |
| Instytut Śardza Ling                                              |
| Związek Buddyjski "Yeshe Khorlo"                                  |
| Związek Tybetańskiego Bon "Sa Trik Er Sang"                       |
| Związek Buddyjski Dak Shang Kagyu                                 |

## Polska Unia Buddyjska
Organizacją międzywyznaniową zrzeszającą osiem (spośród czternastu według rejestru kościołów i innych związków wyznaniowych MSWiA) buddyjskich związków wyznaniowych w Polsce, jest Polska Unia Buddyjska. Unia ma za zadanie koordynować współpracę pomiędzy należącymi do niej związkami buddyjskimi oraz pomagać w szeroko rozumianej działalności na rzecz społeczeństwa.
Do Unii nie należy jednak wiele innych polskich wspólnot buddyjskich, jak np. Buddyjski Związek Diamentowej Drogi Linii Karma Kagyu, Sangha Dogen Zenji, Szkoła Zen „Zwykły Umysł”, Szkoła Vipassana, Wspólnota Buddyjska Triratna.
Do Unii nie należą również liczne grupy i ośrodki buddyjskie skupione wokół Misji Buddyjskiej „Trzy Schronienia”, m.in.: Shangpa, Szambala Polska, Sakya Dechen Choling, Ho Hakubaji Sangen, Polska Sangha Jodo Shinshu, Drukpa Kagyu – Druk Jesze Dordże i inne.
Ponadto w Polsce działa związek wyznaniowy tybetańskiej religii bön, pod nazwą Ligmincha Polska który jest częścią większej organizacji - Ligmincha International.

## Wybrane placówki buddyjskie w Polsce
- Gompa Drophan Ling w Darnkowie
- Centrum Bencien Karma Kamtzang w Grabniku
- Gompa Karma Kagyu w Kucharach
- Dhamma Pallava - ośrodek medytacji Vipassany
- Vihāra pod Lasem - pustelnia tradycji Theravada